# 1re étape du Tour d'Espagne 2006
Pour un article plus général, voir Tour d'Espagne 2006.
La 1re étape du Tour d'Espagne 2006 a eu lieu le 26 août 2006 dans la ville de Malaga sur une distance de 7,3 km et sous la forme d'un contre-la-montre par équipes. Elle a été remportée par l'équipe CSC devant la Caisse d'Épargne-Illes Balears et Team Milram. L'Espagnol Carlos Sastre passe le premier la ligne et porte le premier maillot de cette édition du Tour d'Espagne à l'issue de l'étape.

## Profil et parcours
Il s'agissait d'un contre-la-montre par équipe dans les rues de Malaga. Un parcours de 7 kilomètres sans difficulté avec un virage à angle droit à 400 mètres du terme.

## Déroulement

### Récit
C'est l'équipe Team CSC qui l'emporte avec 7 secondes d'avances sur l'équipe Caisse d'Épargne-Illes Balears.

## Classement de l'étape
| \| Classement de l'étape \| Classement de l'étape \| Classement de l'étape \| Classement de l'étape \| Classement de l'étape \| \| Coureur \| Coureur \| Pays \| Équipe \| Temps \| \| --------------------- \| ------------------------------ \| --------------------- \| --------------------- \| --------------------- \| \| 1re \| CSC \| \| \| 7 min 36 s \| \| 2e \| Caisse d'Épargne-Illes Balears \| \| \| + 7 s \| \| 3e \| Team Milram \| \| \| + 8 s \| \| 4e \| Discovery Channel \| \| \| + 9 s \| \| 5e \| T-Mobile \| \| \| + 11 s \| \| 6e \| Astana \| \| \| + 12 s \| \| 7e \| Saunier Duval-Prodir \| \| \| + 13 s \| \| 8e \| Crédit agricole \| \| \| + 13 s \| \| 9e \| Liquigas \| \| \| + 13 s \| \| 10e \| Quick Step-Innergetic \| \| \| + 15 s \| |                                |      |        |            |
| |                                |      |        |            |
| |                                |      |        |            |
| Classement de l'étape |                                |      |        |            |
| Coureur | Coureur                        | Pays | Équipe | Temps      |
| 1re | CSC                            |      |        | 7 min 36 s |
| 2e | Caisse d'Épargne-Illes Balears |      |        | + 7 s      |
| 3e | Team Milram                    |      |        | + 8 s      |
| 4e | Discovery Channel              |      |        | + 9 s      |
| 5e | T-Mobile                       |      |        | + 11 s     |
| 6e | Astana                         |      |        | + 12 s     |
| 7e | Saunier Duval-Prodir           |      |        | + 13 s     |
| 8e | Crédit agricole                |      |        | + 13 s     |
| 9e | Liquigas                       |      |        | + 13 s     |
| 10e | Quick Step-Innergetic          |      |        | + 15 s     |

## Classement général
Grâce à sa victoire d'étape sur ce contre-la-montre par équipes, l'équipe CSC place ses neuf coureurs aux neuf premières places du classement. Ayant passé la ligne en premier, l'Espagnol Carlos Sastre s'empare du maillot or de leader du classement général. Il devance deux Danois, Lars Bak et Nicki Sørensen.
| \| Classement général \| Classement général \| Classement général \| Classement général \| Classement général \| \| Coureur \| Coureur \| Pays \| Équipe \| Temps \| \| ------------------ \| -------------------------- \| ------------------ \| ------------------------------ \| ------------------ \| \| 1er \| Carlos Sastre \| Espagne \| CSC \| 7 min 36 s \| \| 2e \| Lars Bak \| Danemark \| CSC \| + 0 s \| \| 3e \| Nicki Sørensen \| Danemark \| CSC \| + 0 s \| \| 4e \| Marcus Ljungqvist \| Suède \| CSC \| + 0 s \| \| 5e \| Stuart O'Grady \| Australie \| CSC \| + 0 s \| \| 6e \| Íñigo Cuesta \| Espagne \| CSC \| + 0 s \| \| 7e \| Volodymyr Gustov \| Ukraine \| CSC \| + 0 s \| \| 8e \| Kurt Asle Arvesen \| Norvège \| CSC \| + 0 s \| \| 9e \| Fabian Cancellara \| Suisse \| CSC \| + 0 s \| \| 10e \| José Vicente García Acosta \| Espagne \| Caisse d'Épargne-Illes Balears \| + 7 s \| |                            |           |                                |            |
| |                            |           |                                |            |
| |                            |           |                                |            |
| Classement général |                            |           |                                |            |
| Coureur | Coureur                    | Pays      | Équipe                         | Temps      |
| 1er | Carlos Sastre              | Espagne   | CSC                            | 7 min 36 s |
| 2e | Lars Bak                   | Danemark  | CSC                            | + 0 s      |
| 3e | Nicki Sørensen             | Danemark  | CSC                            | + 0 s      |
| 4e | Marcus Ljungqvist          | Suède     | CSC                            | + 0 s      |
| 5e | Stuart O'Grady             | Australie | CSC                            | + 0 s      |
| 6e | Íñigo Cuesta               | Espagne   | CSC                            | + 0 s      |
| 7e | Volodymyr Gustov           | Ukraine   | CSC                            | + 0 s      |
| 8e | Kurt Asle Arvesen          | Norvège   | CSC                            | + 0 s      |
| 9e | Fabian Cancellara          | Suisse    | CSC                            | + 0 s      |
| 10e | José Vicente García Acosta | Espagne   | Caisse d'Épargne-Illes Balears | + 7 s      |

## Classements annexes
| Classement par points | Classement par points      | Classement par points | Classement par points          | Classement par points |
| Coureur               | Coureur                    | Pays                  | Équipe                         | Points                |
| --------------------- | -------------------------- | --------------------- | ------------------------------ | --------------------- |
| 1er                   | Carlos Sastre              | Espagne               | CSC                            | 25 pts                |
| 2e                    | Lars Bak                   | Danemark              | CSC                            | 20 pts                |
| 3e                    | Nicki Sørensen             | Danemark              | CSC                            | 16 pts                |
| 4e                    | Marcus Ljungqvist          | Suède                 | CSC                            | 14 pts                |
| 5e                    | Stuart O'Grady             | Australie             | CSC                            | 12 pts                |
| 6e                    | Íñigo Cuesta               | Espagne               | CSC                            | 10 pts                |
| 7e                    | Volodymyr Gustov           | Ukraine               | CSC                            | 9 pts                 |
| 8e                    | Kurt Asle Arvesen          | Norvège               | CSC                            | 8 pts                 |
| 9e                    | Fabian Cancellara          | Suisse                | CSC                            | 7 pts                 |
| 10e                   | José Vicente García Acosta | Espagne               | Caisse d'Épargne-Illes Balears | 6 pts                 |

| Classement par points | Classement par points      | Classement par points | Classement par points          | Classement par points |
| Coureur               | Coureur                    | Pays                  | Équipe                         | Points                |
| --------------------- | -------------------------- | --------------------- | ------------------------------ | --------------------- |
| 1er                   | Carlos Sastre              | Espagne               | CSC                            | 25 pts                |
| 2e                    | Lars Bak                   | Danemark              | CSC                            | 20 pts                |
| 3e                    | Nicki Sørensen             | Danemark              | CSC                            | 16 pts                |
| 4e                    | Marcus Ljungqvist          | Suède                 | CSC                            | 14 pts                |
| 5e                    | Stuart O'Grady             | Australie             | CSC                            | 12 pts                |
| 6e                    | Íñigo Cuesta               | Espagne               | CSC                            | 10 pts                |
| 7e                    | Volodymyr Gustov           | Ukraine               | CSC                            | 9 pts                 |
| 8e                    | Kurt Asle Arvesen          | Norvège               | CSC                            | 8 pts                 |
| 9e                    | Fabian Cancellara          | Suisse                | CSC                            | 7 pts                 |
| 10e                   | José Vicente García Acosta | Espagne               | Caisse d'Épargne-Illes Balears | 6 pts                 |

| Classement par équipes | Classement par équipes         | Classement par équipes | Classement par équipes |
| Équipe                 | Équipe                         | Pays                   | Temps                  |
| ---------------------- | ------------------------------ | ---------------------- | ---------------------- |
| 1re                    | CSC                            | Danemark               | 22 min 48 s            |
| 2e                     | Caisse d'Épargne-Illes Balears | Espagne                | + 21 s                 |
| 3e                     | Team Milram                    | Italie                 | + 24 s                 |
| 4e                     | Discovery Channel              | États-Unis             | + 27 s                 |
| 5e                     | T-Mobile                       | Allemagne              | + 33 s                 |
| 6e                     | Astana                         | Espagne                | + 36 s                 |
| 7e                     | Saunier Duval-Prodir           | Espagne                | + 39 s                 |
| 8e                     | Crédit Agricole                | France                 | + 39 s                 |
| 9e                     | Liquigas                       | Italie                 | + 39 s                 |
| 10e                    | Quick Step-Innergetic          | Belgique               | + 45 s                 |

| Classement par équipes | Classement par équipes         | Classement par équipes | Classement par équipes |
| Équipe                 | Équipe                         | Pays                   | Temps                  |
| ---------------------- | ------------------------------ | ---------------------- | ---------------------- |
| 1re                    | CSC                            | Danemark               | 22 min 48 s            |
| 2e                     | Caisse d'Épargne-Illes Balears | Espagne                | + 21 s                 |
| 3e                     | Team Milram                    | Italie                 | + 24 s                 |
| 4e                     | Discovery Channel              | États-Unis             | + 27 s                 |
| 5e                     | T-Mobile                       | Allemagne              | + 33 s                 |
| 6e                     | Astana                         | Espagne                | + 36 s                 |
| 7e                     | Saunier Duval-Prodir           | Espagne                | + 39 s                 |
| 8e                     | Crédit Agricole                | France                 | + 39 s                 |
| 9e                     | Liquigas                       | Italie                 | + 39 s                 |
| 10e                    | Quick Step-Innergetic          | Belgique               | + 45 s                 |